# آلان ميشيل (متسابق دراجات نارية)
آلان ميشيل (بالفرنسية: Alain Michel)‏ هو متسابق دراجات نارية فرنسي، ولد في 23 فبراير 1953 في مونتيليمار في فرنسا.